# Conus patonganus
Conus patonganus é uma espécie de gastrópode do gênero Conus, pertencente à família Conidae.